# 156 Xanthippe

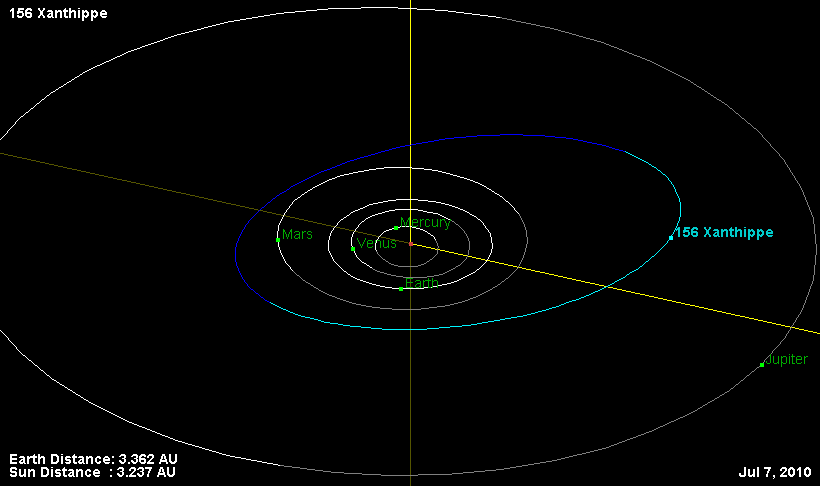
Órbita de 156 Xanthippe.

Xanthippe (asteroide 156) é um asteroide da cintura principal com um diâmetro de 120,99 quilómetros, a 2,12580883 UA. Possui uma excentricidade de 0,22220581 e um período orbital de 1 650,38 dias (4,52 anos).
Xanthippe tem uma velocidade orbital média de 18,01619145 km/s e uma inclinação de 9,7483651º.
Este asteroide foi descoberto em 22 de Novembro de 1875 por Johann Palisa.
Este asteroide recebeu este nome em honra a Xantípe, esposa do filósofo grego Sócrates.